# Dark electro
Dark electro – podgatunek stylu electro oraz electro-industrial zapoczątkowany w 1992 roku przez niemieckie zespoły yelworC oraz Placebo Effect. 

## Charakterystyka
Za początki stylu dark electro uznawana jest twórczość grup yelworC oraz Placebo Effect na początku lat 90. XX w., a sam termin pierwotnie pojawił się w grudniu 1992, w zwiastunie płyty Brainstorming, debiutanckiego albumu yelworC. Powstający styl czerpał inspiracje z dokonań The Klinik czy Skinny Puppy. Muzyka była mroczna i agresywna, przesiąknięta dźwiękami z horrorów, również wokale były odhumanizowane. Po pierwszych latach popularności pojawiły się głosy, że gatunek wyczerpał swoją formułę i ustępuje pola rozwijającemu się równolegle aggrotech, czy pochodzącemu od techno, futurepop. Były też opinie utożsamiające ten gatunek z aggrotechem. Niezależnie jednak od tych opinii, gatunek ma szeroką grupę odbiorców, wielu wykonawców pojawia się też każdego roku na głównych festiwalach dark independent w Europie takich jak Wave-Gotik-Treffen, M'era Luna, Amphi Festival czy Castle Party. 
W Polsce, każdego roku w warszawskiej Progresji odbywa się poświęcona gatunkowi impreza Warsaw Dark Electro Festival,  wielu wykonawców tego gatunku występuje również w ramach bolkowskiego Castle Party, czy rokrocznie odbywającego się w Krakowie Front Fabrik Festival.  
Głównym polskim producentem, promującym ten gatunek muzyki jest Halotan Records.  

## Reprezentanci gatunku[2]
- yelworC
- Placebo Effect
- The Klinik
- Skinny Puppy
- Das Ich
- Solar Fake
- Hocico
- Leæther Strip
- Grendel
- Larva
- Trial
- Mortal Constraint
- Arcana Obscura
- Splatter Squall
- Seven Trees
- Tri-State
- Ice Ages
- Black Tower
- X-Fusion
- Suicide Commando
- Project Pitchfork
- Centhron
- psyclon nine
- Bodycall